# London Woodberry
London Woodberry est un joueur de soccer américain né le 28 mai 1991 à McKinney au Texas. Il évolue au poste de défenseur avec le Austin Bold FC en USL Championship.

## Biographie
Après avoir joué quatre saisons en NCAA avec les Terrapins du Maryland, Woodberry retrouve son club formateur et signe un contrat Homegrown Player avec le FC Dallas.

## Palmarès
- Avec le  Revolution de la Nouvelle-Angleterre :
  - Finaliste de la Coupe des États-Unis en 2016